# Hopmann (Mondkrater)
Hopmann ist ein Einschlagkrater auf der Mondrückseite.

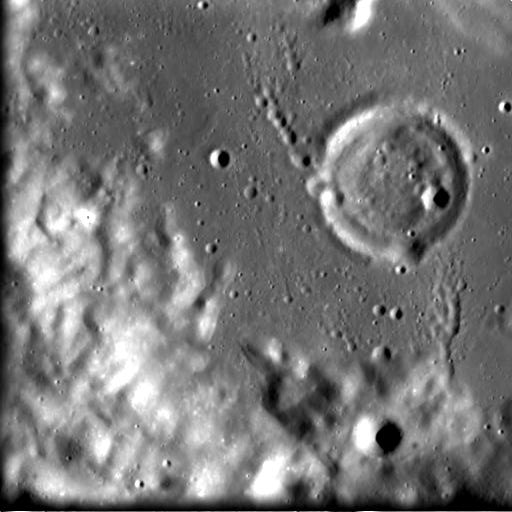
SMART-1: Der südöstliche Teil von Hopmann, das Gebirge links unten gehört zum Kraterwall

Der Krater Hopmann liegt im Süden der erdabgewandten Seite, nördlich des Einschlagbeckens Poincaré.
In der näheren Umgebung befinden sich Crocco im Nordwesten, Garavito im Norden und Chrétien in nordöstlicher Richtung.
Die Entstehungszeit des Kraters wird der nektarischen Periode zugerechnet.
Die Detailaufnahme aus der SMART-1-Mission der ESA zeigt im Südosten des Kraterinneren einen kleineren Einschlagkrater. Die von dessen westlichem Kraterrand ausgehende Kraterkette ist möglicherweise auf einen nahegelegenen größeren Einschlag zurückzuführen, wobei Material in geschmolzenem Zustand aufgeworfen wurde und dann beim Rücksturz die typische Kettenstruktur formte.
Der Krater wurde 1979 von der IAU offiziell nach dem deutschen Astronomen Josef Hopmann benannt.